# Wilhelm Giese (Romanist)
Wilhelm Giese (* 20. Februar 1895 in Metz; † 27. April 1990 in Buchholz in der Nordheide) war ein deutscher Romanist und Hispanist.

## Leben
Giese machte in Kaiserslautern Abitur, begann ein Studium in München, leistete ab 1915 Kriegsdienst und kehrte 1920 aus französischer Gefangenschaft zurück. Ab 1923 war er Bibliothekar des Iberoamerikanischen Instituts Hamburg. Er promovierte 1924 in Hamburg bei Bernhard Schädel über Waffen nach der spanischen Literatur des 12. und 13. Jahrhunderts. 1930 habilitierte er sich in Hamburg über Volkskundliches aus den Hochalpen des Dauphiné (Hamburg 1932, französisch: Mots et choses en Haut-Dauphiné, Grenoble 1990). 1935 vertrat er einen Lehrstuhl in Halle a.S. Wilhelm Giese trat zum 1. Mai 1937 der NSDAP bei (Mitgliedsnummer 4.057.853). Von 1939 bis 1960 war er in Hamburg außerplanmäßiger Professor.
Wilhelm Giese wurde auf dem Hamburger Friedhof Ohlsdorf beigesetzt. Die Grabstätte ist mittlerweile aufgelassen worden. 

## Weitere Werke
- Nordost-Cádiz. Ein kulturwissenschaftlicher Beitrag zur Erforschung Andalusiens, Halle a.S. 1937 (spanisch: Sierra y campiña de Cádiz, Cádiz 1996)
- Geschichte der spanischen und portugiesischen Literatur, Bonn 1949
- Los pueblos románicos y su cultura popular. Guía etnográfico-folklórica, Bogotá 1962
- (Hrsg.) Zur jetzigen Situation der Aromunen auf dem Balkan, München-Solln 1965
- Die Kultur Spaniens, Portugals und Iberoamerikas, Frankfurt 1973 (zuvor in: Die Kulturen der südlichen Romania, Konstanz 1964)